# 瓦兰夫鲁瓦
瓦兰夫鲁瓦（法語：Varinfroy，法語發音：[vaʁɛ̃fʁwa]）是法国瓦兹省的一个市镇，属于桑利斯区。

## 地理
瓦兰夫鲁瓦（49°5'57"N, 3°2'39"E）面积2.95 平方千米，位于法国上法蘭西大區瓦兹省，该省份为法国北部内陆省份，北起索姆省，西接厄尔省和滨海塞纳省，南至塞纳-马恩省和瓦兹河谷省，东临埃纳省。
与瓦兰夫鲁瓦接壤的市镇（或旧市镇、城区）包括：讷夫谢勒、米尔蒂安地区鲁夫尔、烏爾克河畔克魯伊、米尔蒂安地区迈。

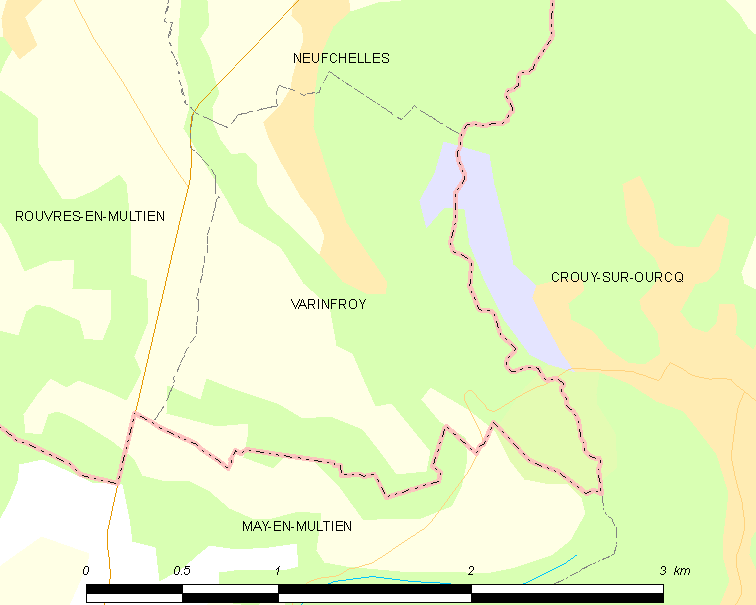
瓦兰夫鲁瓦的OSM定位图

瓦兰夫鲁瓦的时区为UTC+01:00、UTC+02:00（夏令时）。

## 行政
瓦兰夫鲁瓦的邮政编码为60890，INSEE市镇编码为60656。

## 政治
瓦兰夫鲁瓦所属的省级选区为楠特伊勒欧杜安县。

## 人口

1962-2008年间瓦兰夫鲁瓦人口变化图示

瓦兰夫鲁瓦于2022年1月1日时的人口数量为268人。